# Станіславська сільська рада (Херсонський район)
Станісла́вська сільська́ ра́да — адміністративно-територіальна одиниця та орган місцевого самоврядування в Білозерському районі Херсонської області. Адміністративний центр — село Станіслав.

## Загальні відомості
- Територія ради: 6,826 км²
- Населення ради: 4 941 особа (станом на 2001 рік)
- Водоймища на території, підпорядкованій даній раді: Дніпровсько-Бузький лиман

## Населені пункти
Сільській раді підпорядковані населені пункти:
- с. Станіслав

## Склад ради
Рада складається з 26 депутатів та голови.
- Голова ради: Желуденко Володимир Володимирович
- Секретар ради: Мазуркевич Лілія Вікторівна

### Керівний склад попередніх скликань
| Прізвище, ім'я, по батькові       | Основні відомості                                                 | Дата обрання | Дата звільнення |
| --------------------------------- | ----------------------------------------------------------------- | ------------ | --------------- |
| Морозов Олександр Васильович      | Сільський голова, 1947 року народження                            | 26.03.2006   | 31.10.2010      |
| Желуденко Володимир Володимирович | Сільський голова, 1966 року народження, освіта вища, безпартійний | 31.10.2010   |                 |

Примітка: таблиця складена за даними сайту Верховної Ради України

### Депутати
За результатами місцевих виборів 2010 року депутатами ради стали:

#### За суб'єктами висування
| Суб'єкт висування           | Кількість обраних депутатів | %    |
| --------------------------- | --------------------------- | ---- |
| Самовисування               | 17                          | 65,4 |
| Комуністична партія України | 5                           | 19,2 |
| Партія «Справедливість»     | 3                           | 11,5 |
| Народна партія              | 1                           | 3,8  |

#### За округами
| № округу                    | Прізвище, ім'я, по батькові     | Дата визнання обраним | Освіта             | Партійна приналежність                        | Відомості про обраного депутата                                |
| --------------------------- | ------------------------------- | --------------------- | ------------------ | --------------------------------------------- | -------------------------------------------------------------- |
| Комуністична партія України |                                 |                       |                    |                                               |                                                                |
| 5                           | Потяк Надія Володимирівна       | 01.11.2010            | середня            | позапартійна                                  | пенсіонер                                                      |
| 14                          | Харченко Валентина Іванівна     | 01.11.2010            | вища               | член Комуністичної партії України             | пенсіонер                                                      |
| 16                          | Нога Тетяна Володимирівна       | 01.11.2010            | середня            | член Комуністичної партії України             | тимчасово не працює                                            |
| 20                          | Осавітній Віктор Петрович       | 01.11.2010            | середня            | член Комуністичної партії України             | пенсіонер                                                      |
| 26                          | Німич Володимир Миколайович     | 01.11.2010            | середня            | член Комуністичної партії України             | приватний підприємець                                          |
| Народна Партія              |                                 |                       |                    |                                               |                                                                |
| 23                          | Кравець Віктор Миколайович      | 01.11.2010            | вища               | член Народної партії                          | Білозерська філія ВАТ «Херсонгаз», старший майстер             |
| Партія «Справедливість»     |                                 |                       |                    |                                               |                                                                |
| 9                           | Сонько Микола Віталійович       | 01.11.2010            | вища               | член Партії «Справедливість»                  | приватний підприємець                                          |
| 15                          | Потєшкіна Світлана Василівна    | 01.11.2010            | середня спеціальна | член Партії «Справедливість»                  | Станіславська загальноосвітня школа, оператор газових котелень |
| 19                          | Антоненко Лідія Ярославівна     | 01.11.2010            | середня спеціальна | член Партії «Справедливість»                  | Кредит-центр, продавець-консультант                            |
| Самовисування               |                                 |                       |                    |                                               |                                                                |
| 1                           | Загоровська Людмила Вікторівна  | 01.11.2010            | вища               | позапартійна                                  | Станіславська сільська рада, секретар                          |
| 2                           | Москаленко Світлана Ярославівна | 01.11.2010            | середня спеціальна | позапартійна                                  | Станіславський ясла-садок «Казка», вихователь-методист         |
| 3                           | Квадріціус Сергій Якович        | 01.11.2010            | вища               | позапартійний                                 | Станіславська загальноосвітня школа, директор                  |
| 4                           | Дмитренко Олена Володимирівна   | 01.11.2010            | середня спеціальна | позапартійна                                  | тимчасово не працює                                            |
| 6                           | Мазуркевич Лілія Вікторівна     | 01.11.2010            | середня спеціальна | член Партії регіонів                          | тимчасово не працює                                            |
| 7                           | Смутченко Андрій Іванович       | 01.11.2010            | вища               | позапартійний                                 | Приватний Підприємець"Берко О. С.", водій                      |
| 8                           | Яник Ніна Іванівна              | 01.11.2010            | середня            | позапартійна                                  | пенсіонер                                                      |
| 10                          | Сахно Людмила Андріївна         | 01.11.2010            | середня спеціальна | позапартійна                                  | Станіславське сільське споживче товариство, завідувачка кафе   |
| 11                          | Майданик Лідія Федорівна        | 01.11.2010            | вища               | член Партії регіонів                          | пенсіонер                                                      |
| 12                          | Пференц Василь Іванович         | 01.11.2010            | середня спеціальна | позапартійний                                 | Фермерське господарство «Діана», голова                        |
| 13                          | Акінина Світлана Миколаївна     | 01.11.2010            | середня спеціальна | позапартійна                                  | Херсонський Кардіологічний центр, санітарка                    |
| 17                          | Золотарьова Ніна Миколаївна     | 01.11.2010            | вища               | член Партії «Справедливість»                  | пенсіонер                                                      |
| 18                          | Мізера Анатолій Андрійович      | 01.11.2010            | вища               | член Партії регіонів                          | Страхова Компанія «Оранта», страховий агент                    |
| 21                          | Кривошея Тетяна Петрівна        | 01.11.2010            | середня спеціальна | член Всеукраїнського об'єднання «Батьківщина» | Станіславський ясла-садок «Казка», вихователь                  |
| 22                          | Козорєзова Людмила Дмитрівна    | 01.11.2010            | середня спеціальна | член Всеукраїнського об'єднання «Батьківщина» | приватний підприємець                                          |
| 24                          | Абрамович Максим Ігорович       | 01.11.2010            | вища               | член Партії регіонів                          | Компанія «Веста», оператор                                     |
| 25                          | Дармоян Олексій Ліхитарович     | 01.11.2010            | середня спеціальна | член Політичної партії «Наша Україна»         | Станіславська дитяча музична школа, викладач режисури          |

## Населення
Згідно з переписом УРСР 1989 року чисельність наявного населення сільської ради становила 5068 осіб, з яких 2397 чоловіків та 2671 жінка.
За переписом населення України 2001 року в сільській раді мешкало 4909 осіб.

### Мова
Розподіл населення за рідною мовою за даними перепису 2001 року:
| Мова       | Відсоток |
| ---------- | -------- |
| українська | 88,24 %  |
| російська  | 9,78 %   |
| білоруська | 0,73 %   |
| вірменська | 0,45 %   |
| молдовська | 0,38 %   |
| угорська   | 0,16 %   |
| гагаузька  | 0,04 %   |
| циганська  | 0,04 %   |
| болгарська | 0,02 %   |